# Back to Skull
Back to Skull è un EP del gruppo alternative rock statunitense They Might Be Giants, pubblicato nel 1994.

## Tracce
1. Snail Shell – 3:21
2. Ondine – 2:31
3. She Was A Hotel Detective – 3:21
4. Mrs. Train – 3:00
5. Snail Dust – 3:38